# Труханівська вулиця
Труха́нівська вулиця — вулиця в Дніпровському районі міста Києва, місцевість Труханів острів. Пролягає від проспекту Романа Шухевича до Паркового пішохідного мосту.

## Історія
Вулиця виникла у 1950–60-ті роки як безіменна дорога після облаштування на Трухановому острові зони відпочинку. Сучасне найменування — з 2001 року. Назва походить від назви острова, на якому розташована вулиця.
Забудова відсутня. Вулиця проходить зоною відпочинку, серед проток, озер та рідколісся.
До 1943 року на Трухановому острові також існувала Труханівська вулиця, що зникла під час спалення поселення німецькими окупантами восени 1943 року.